# DaF-Netzwerk
Das DaF-Netzwerk ist ein Internet-Portal für Informations-, Meinungs- und Materialaustausch zwischen Lehrern und Dozenten für Deutsch als Fremdsprache (DaF). Es entstand als ein von der Europäischen Kommission gefördertes Projekt im Rahmen des Programms COMENIUS 3 und wird nach Ablauf des Förderungszeitraums (September 2006) weiter als Netzwerk-Portal vom Institut für Internationale Kommunikation e. V. (IIK Düsseldorf e. V.) gepflegt.
Am 7. Mai 2009 hat das DaF-Netzwerk den European Award for Lifelong Learning 2009 in Silber erhalten. Dieser Preis wird von der Europäischen Kommission seit 2007 jährlich an jeweils drei herausragende europäische Projekte in den sechs verschiedenen europäischen Bildungsprogrammen vergeben. 

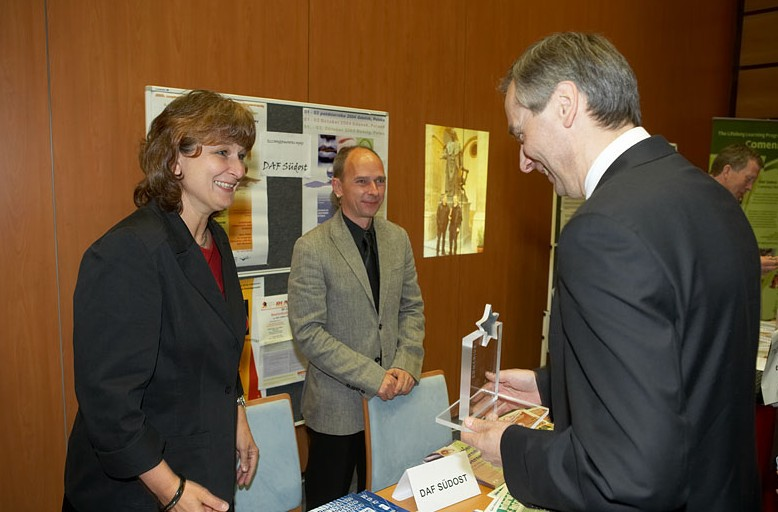
Preisverleihung European Award for Lifelong Learning 2009 durch EU-Kommissar Ján Figel΄ an Dagmar Schäffer, Ellinogermaniki Agogi, und Rüdiger Riechert, IIK Düsseldorf

## Inhalte
In diesem Portal findet sich eine Fülle von Materialien und Informationen für Deutschlehrende, z. B. eine Übersicht über europäische Projekte, ein europäischer Veranstaltungskalender, ein Überblick über regionale und überregionale Lehrwerke für Deutsch als Fremdsprache, das Archiv mit den bisher erschienen Infobriefen, die meisten Beiträge der im Förderzeitraum veranstalteten Workshops und Konferenzen („Ergebnisse Netzwerk-Tagungen“), ein Diskussionsforum sowie eine Materialienbank, die Zugriff ebenso auf den Gemeinsamen Europäischen Referenzrahmen für Sprachen wie auf detaillierte Unterrichtsvorschläge bietet.

## Arbeitsweise, Ziele
Ziel des Netzwerks ist die Vernetzung verschiedener Akteure im Bereich Deutsch als Fremdsprache, indem es Gelegenheit zur Zusammenarbeit bietet und den Austausch von Ideen und Beispielen guter Praxis ermöglicht. So soll eine gemeinsame europäische Identität gefördert und pädagogisch-methodische Innovation in die Schulen gebracht werden.
Das Netzwerk bringt Wissenschaftler, Aus- und Fortbilder, Hersteller von Lehrmaterialien und DaF-Lehrende aus europäischen Ländern und darüber hinaus zusammen und fördert so Informationsfluss, Interaktion und berufliche Weiterentwicklung. Die ursprünglichen Partner (15 Institutionen wie Schulen, Lehrerfortbildungsinstitute und Universitäten aus 9 Ländern) im von der Europäischen Kommission geförderten Netzwerk erforschten Themen des projektbezogenen Deutschlernens und -lehrens, recherchierten und entwickelten entsprechende Lern- und Lehrmaterialien und boten sie zusammen mit pädagogischer und technischer Unterstützung an. Damit wurde die strukturelle Grundlage des heutigen Portals gelegt. Die Arbeits- und Kommunikationssprache im Netzwerk ist Deutsch; damit ist es eines der wenigen nicht-englischsprachigen EU-Bildungs-Netzwerke in Europa.

## Ergebnisse
Das wichtigste Arbeitsthema des Netzwerks ist die Förderung von Innovation, europäischem und interkulturellem Bewusstsein in Methodik und Praxis des DaF-Unterrichts; verschiedene Subthemen, wie z. B. "Neue Lern- und Lehrszenarien", "Interkulturelles Lernen" oder "Ressourcen für DaF" führten zur Bildung von Arbeitsgruppen, die ihre Ergebnisse auf der Webseite, in Workshops und auf Konferenzen vorstellten. Internet und moderne Kommunikationstechnologie spielten eine tragende Rolle beim Aufbau und Erhalt dieses sowohl "virtuellen" als auch realen europäischen Netzwerks. Das Web-Portal diente dabei als Forum des Austauschs und als Börse für Materialien, Informationen und gegenseitige Hilfe. Diese Rolle kommt dem Portal auch weiterhin zu, da die bereits vorhandenen DaF-Materialien nicht nur gepflegt, sondern auch ergänzt werden. DaF-Lehrende und Interessierte finden neben im Unterricht erprobten Arbeitsmaterialien und didaktischen Hilfen auch Dokumentationen von rund 125 Europäischen Projekten zum Fremdsprachenlernen mit Schwerpunkt Deutsch als Fremdsprache und können über ein Kontaktformular die Projektverantwortlichen direkt anschreiben. Außerdem stellen sich rund 135 Schulen und Institutionen vor, die im Bereich Deutsch als Fremdsprache aktiv sind und potentielle Partner für neue internationale Projekte zum Fremdsprachenlernen sind. Mit aktuell (Stand Januar 2009) rund 2.000 namentlich registrierten Mitgliedern hat das Portal nach Ende der Projektförderung durch die Europäische Kommission seit September 2006 seine Mitgliederzahl verdoppelt. Seit mehreren Jahren wird das DaF-Netzwerk im offiziellen Internet-Portal der Bundesrepublik Deutschland im Bereich "Bildung/Deutsch als Fremdsprache" gelistet.